# المدرسة العسكرية (فرنسا)

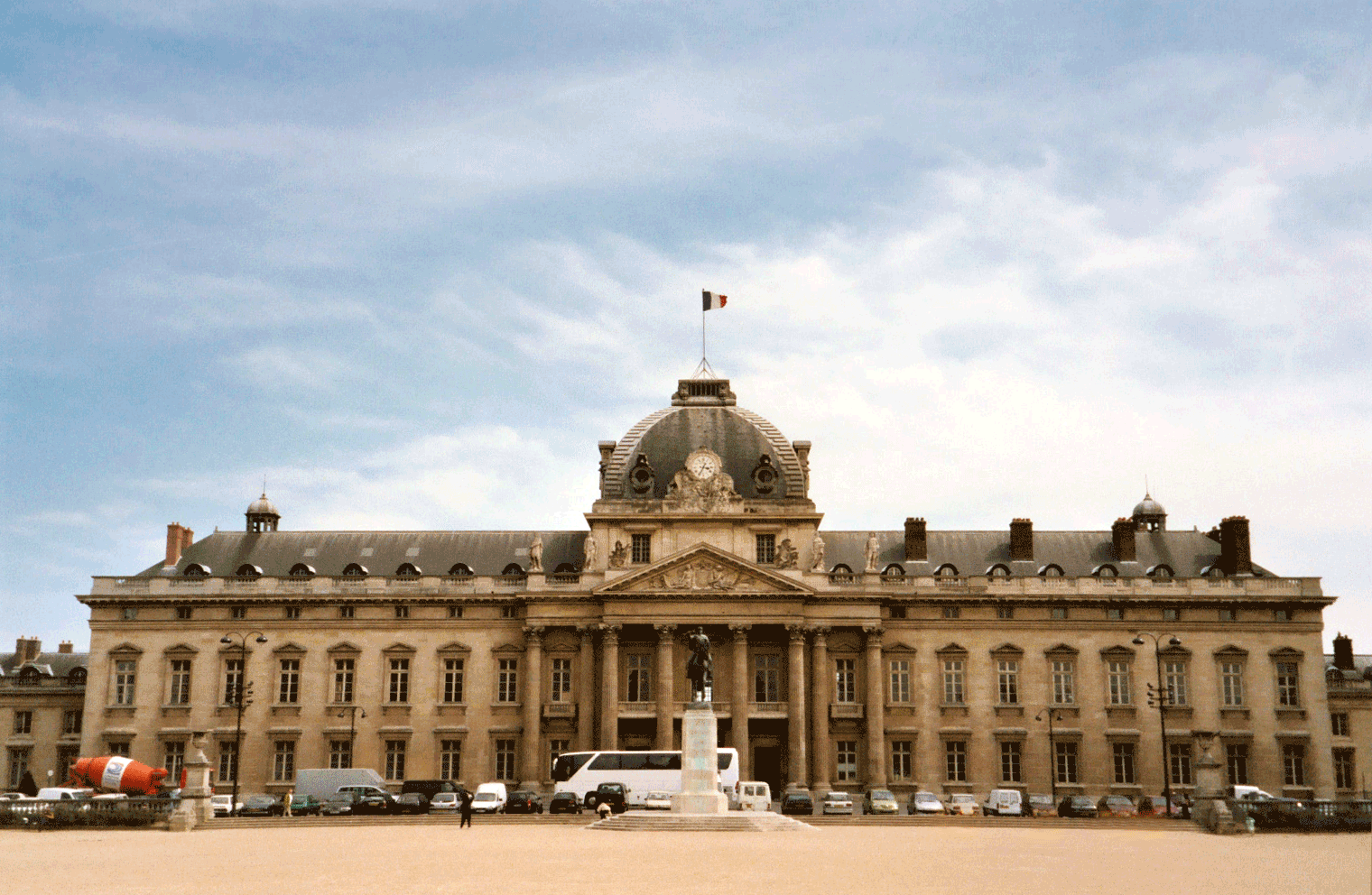
المدرسة العسكرية في باريس

المدرسة العسكرية (بالفرنسية: École Militaire) هي أكاديمية عسكرية فرنسية، تقع بالحي السابع من مدينة باريس، في نهاية المحور الممتد من برج إيفل في الشمال الغربي مارا بشامب دي مارس (ساحة مارس) في الجنوب الشرقي.

## نبذة تاريخية
في عام 1748 وضعت حرب النمسا (1740-1748) أوزارها. وبالرغم من انتصار فرنسا في هذه الحرب إلا أنها أظهرت جليا عدم دقة الاستعدادات الفرنسية لشن حروب مماثلة. في ضوء ذلك، تقدم قائد الساكسون (بالفرنسية:le Maréchal de Saxe) - الذي حارب إلي جانب القوات الفرنسية - باقتراح إلي الملك لويس الخامس عشر (بالفرنسية:Louis XV) في عام 1750 ببناء مؤسسة ملكية عسكرية بهدف تدريب وإعداد الشباب الفقراء للالتحاق بالجيش الفرنسي، وقد تقدم باقتراحه هذا بدعم كل من الاقتصادي الفرنسي باريس دوفيريني (بالفرنسية: Pâris-Duverney) ومدام بومبادور (بالفرنسية:Madame de Pompadour)، وبالفعل نجح دوفيريني بالحصول علي موافقة الملك لإلحاق 500 شاب لهذه المؤسسة.

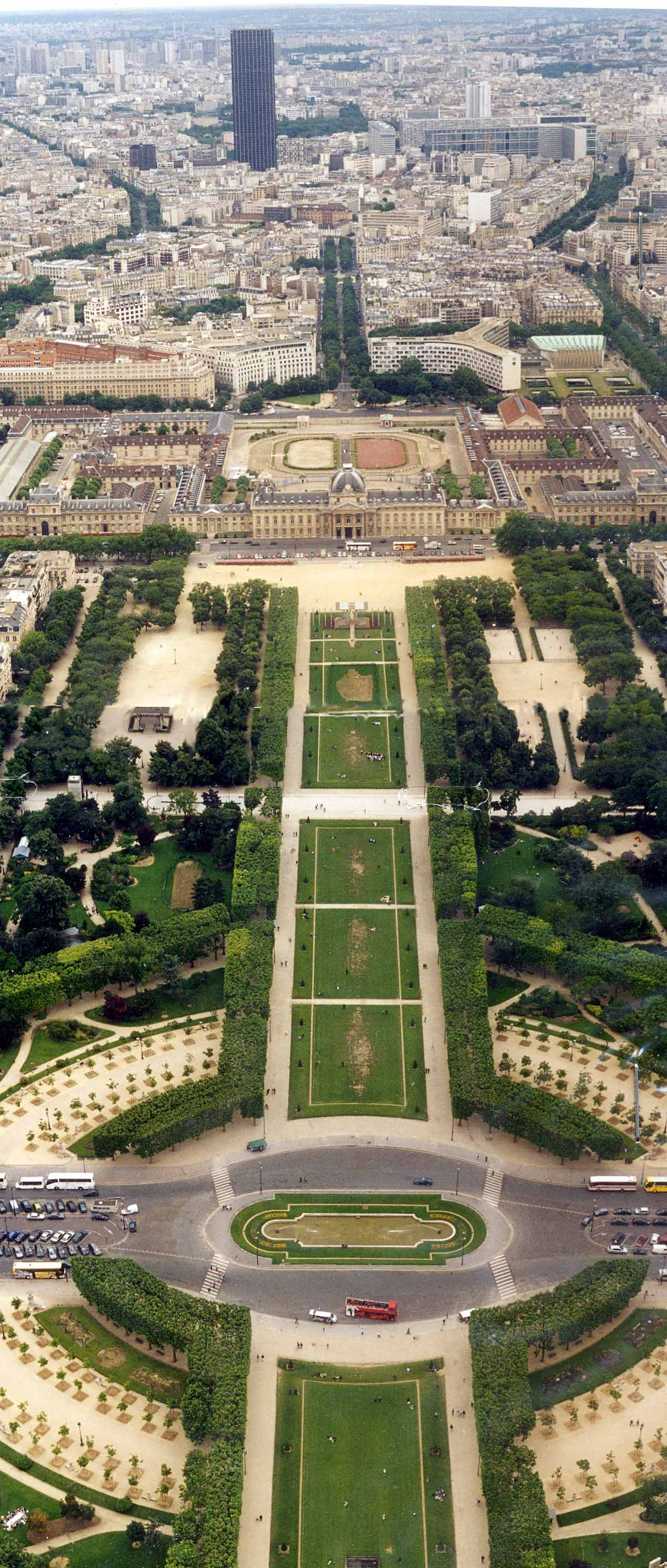
المدرسة العسكرية إلي الجنوب الشرقي من شامب دي مارس كما تظهر في لقطة من أعلي برج إيفل من الجهة الجنوبية الغربية.

عهد الملك لويس الخامس عشر بتصميمها إلي معماري البلاط الملكي جأبريل (بالفرنسية: جاك آنج جابرييل)، علي أمل أن يترك مبني يخلد به اسمه مثلما فعل سلفه لويس الرابع عشر عندما بني الإنفاليد (بالفرنسية:Hôtel des Invalides) ليضع فيه رفات جنوده. وبالفعل في 24 يونيو 1751 وضع جأبريل تصميما رائعا للمدرسة والذي يتضمن وجود نظام لإمداد المدرسة بالمياه عن طريق حفر بئر ومصارف للمياه، بالإضافة إلي بناء كنيسة كبيرة في منتصف المدرسة تنافس تلك التي بنيت في الإنفاليد.
في 13 سبتمبر 1751، بدأ العمل علي إنشائها بحفر البئر، ولكن نفذت المخصصات المالية سريعا. في نفس الوقت، أدت الحروب التي خاضها الملك لويس الرابع عشر إلي عدم توافر الأموال الأزمة في خزانة الدولة. ترتب علي هذا أن تقدمت أعمال الإنشاء ببطء شديد، حتي أنه مع حلول عام 1756 لم يكن تم الانتهاء سوي من بعض المباني الخدمية، لهذا تقرر أن يكون عدد المقبولين للالتحاق بالدراسة فيها محدودا بحيث يتم استخدام مباني الخدمات كقاعات للتعلم. وبالفعل، فتحت المدرسة أبوابها في هذا العام - 1756 - أمام 200 تلميذ ليتلقوا فيها التعليم العسكري.
وتوالت أعمال الإنشاء في ظل هذه الأزمات المالية، ولم يعد باستطاعه كل من مدام بومبادور ودوفيريني تقديم الدعم الكافي للمدرسة، مما حدي بالملك أن يقرر في عام 1760 تشارك كل من الأكاديمية العسكرية والكلية الملكية في تقديم الدعم المالي للمدرسة، وعلي ذلك عاد جأبريل للعمل مرة آخري لاستكمال أعمال البناء بالمدرسة.
في أثناء في الإنشاء عام 1766، قام جأبريل بتعديل المساقط الخاصة بالمدرسة، بحيث تفتح الواجهة الرئيسية علي شامب دي مارس بعد تجهيزها وليس علي الجانب الآخر كما كان مخططا من قبل، مما ساهم في إضافة بعد بصري آخر لمدينة باريس. وفي عام 1768 وضع الملك حجر الأساس لباقي أعمال الإنشاء التي انتهت في عام 1780.
لمدة عشرين عاما منذ - الافتتاح الجزئي في 1768 - استمرت المدرسة في تقديم العلوم العسكرية حيث تلقي العديد من الشبان الفرنسيين تعليمهم فيها، وكان أشهرهم نابليون بونابرت (بالفرنسية: Napoléon Buonaparte)؛ الذي التحق بها في أكتوبر 1784 ليتخرج منها بعد عام واحد أي في 1785.
لكن تأتي الرياح بما لا تشتهي السفن، حيث تم إغلاق المدرسة في 9 أكتوبر 1787 - أي بعد 7 أعوام من انتهاء أعمال الإنشاء - ليتم تجاهلها تماما خاصة بعد قيام الثورة الفرنسية. استمر الأمر كذلك حتي نهاية القرن 19، حيث رجعت المدرسة لوظيفتها الأولي: التدريس وكان ذلك في عام 1878.

## الأكاديمية في القرن العشرين والحادي والعشرين
في عام 1911 تم إنشاء المعهد العالي للدراسات العسكرية فيها ومنذ هذا التاريخ لم تعد مقرا لأية تدريبات آخري عسكرية آخري. ومنذ عام 1924 وهي المقر الرسمي للمشرف العام علي الجيش الفرنسي (بالفرنسية: chef d'état-major des armées (CEMA)) وجميع الاستقبالات الخاصة به. أما حاليا، فقد أصبحت الأكاديمية مقرا لعدد من المؤسسات المعنية بالتعليم العالي العسكري في فرنسا وهي:
- المعهد العالي لدراسات الدفاع الوطني (IHEDN)
- مركز الدراسات العليا العسكرية (CHEM)
- مركز الدراسات العليا للتسليح (CHEAr)
- كلية الدفاع الوطني (CID)

## وصلات خارجية
- موقع بانوراما باريس (إنجليزي/فرنسي)